# Jupitertempel in Damaskus

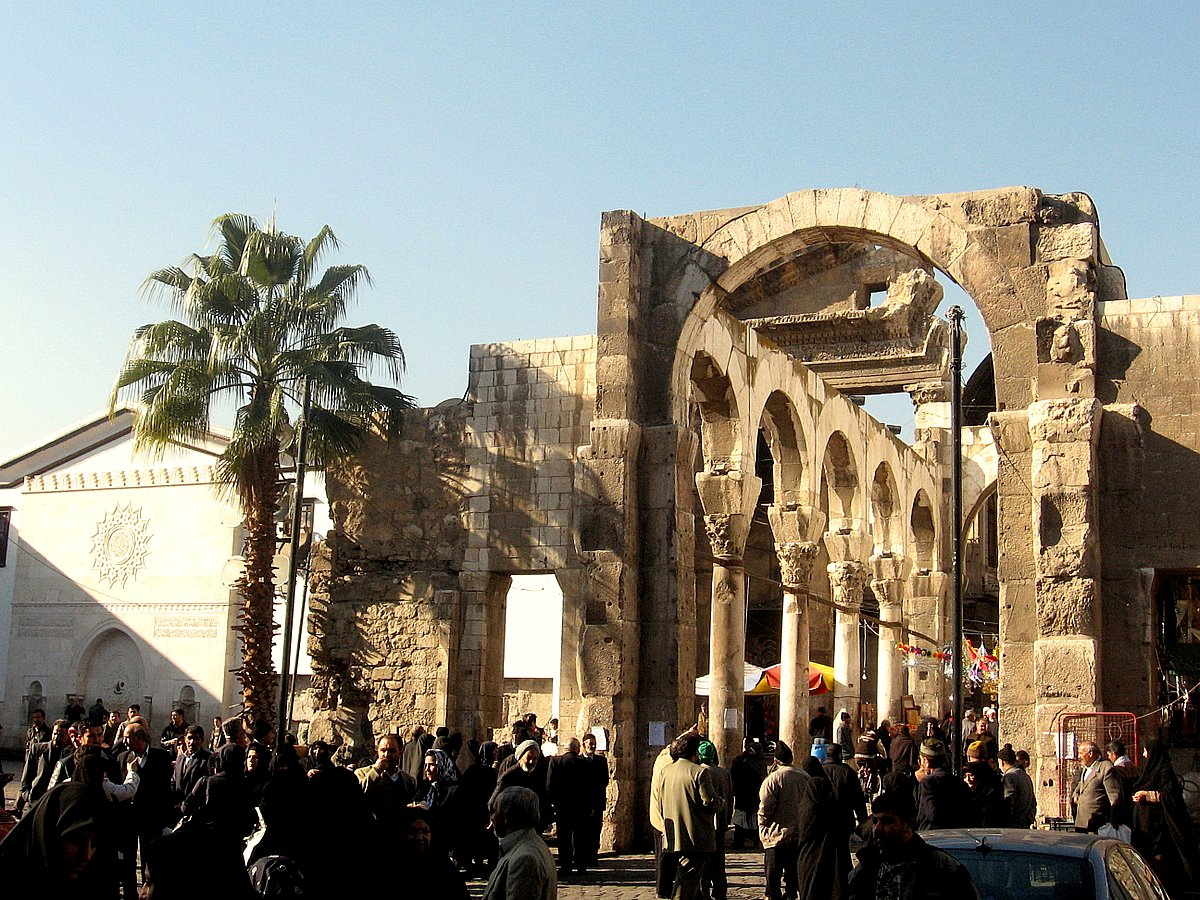
Ruinen des Tempels: Blick von der Umayyaden-Moschee in Richtung Westen durch die Säulenhalle hindurch zum Westtor. Vom dunklen Dach des Suq al-Hamidiya ist ein kleines Stückchen zu sehen.

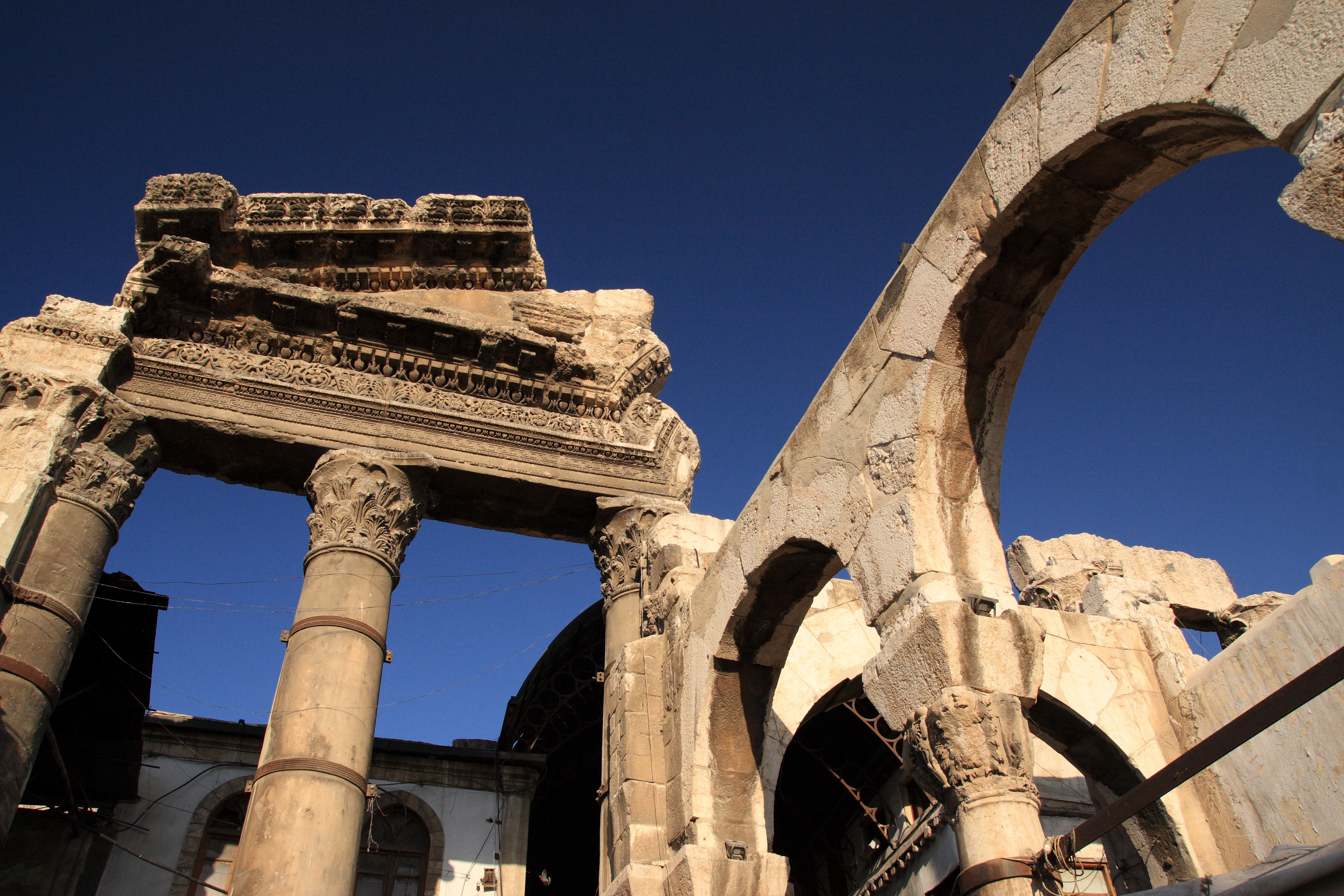
Ruinen des Tempels, Reste des Westtores. Blick nach Westen, vom Dach des Suq al-Hamidiya ist ein Stück zu sehen.

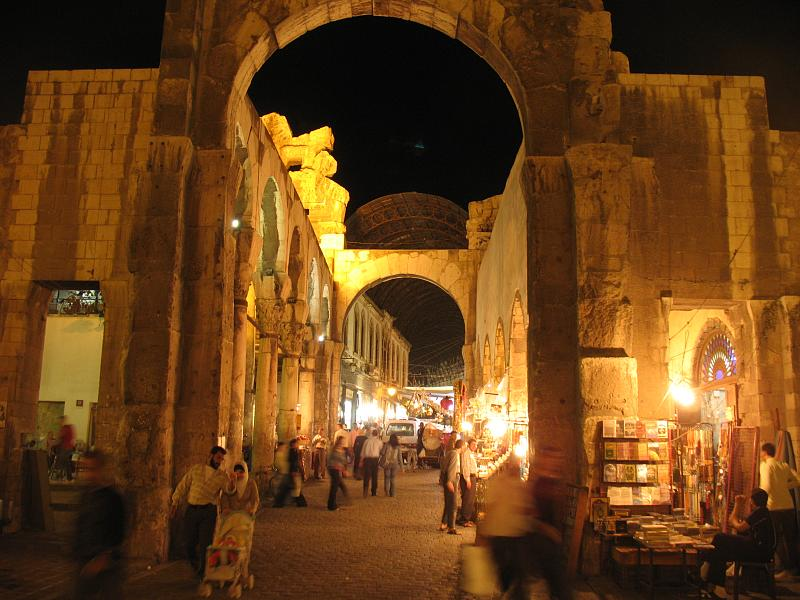
Die Säulenhalle und das Westtor bei Nacht, im Hintergrund der Suq al-Hamidiya

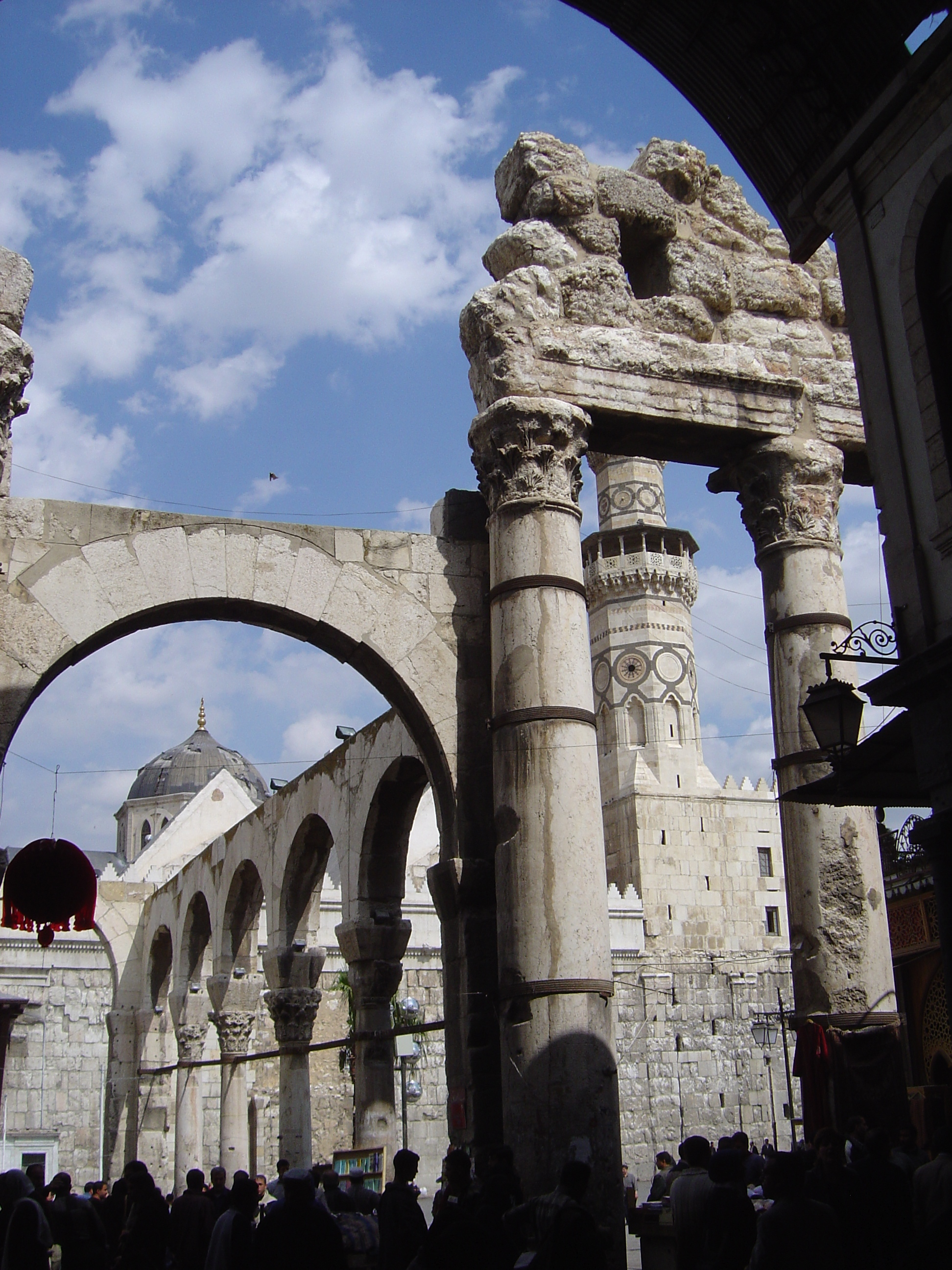
Blick vom Westtor durch die Säulenhalle auf die Westmauer der Umayyaden-Moschee mit Grundmauern aus der Zeit des alten Tempels

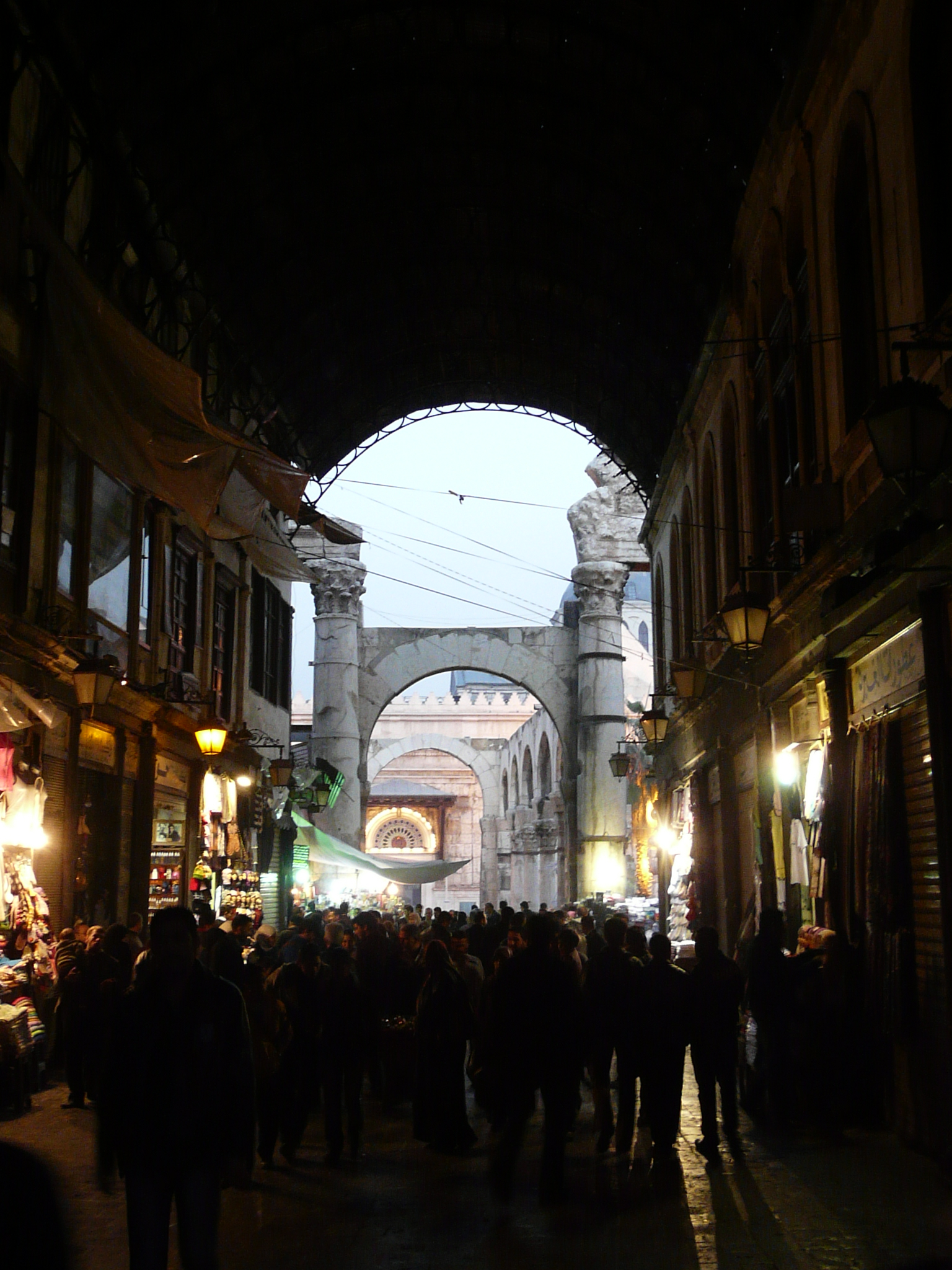
Blick vom Suq al-Hamidiya durch die Säulenhalle zum Westeingang der Umayyaden-Moschee

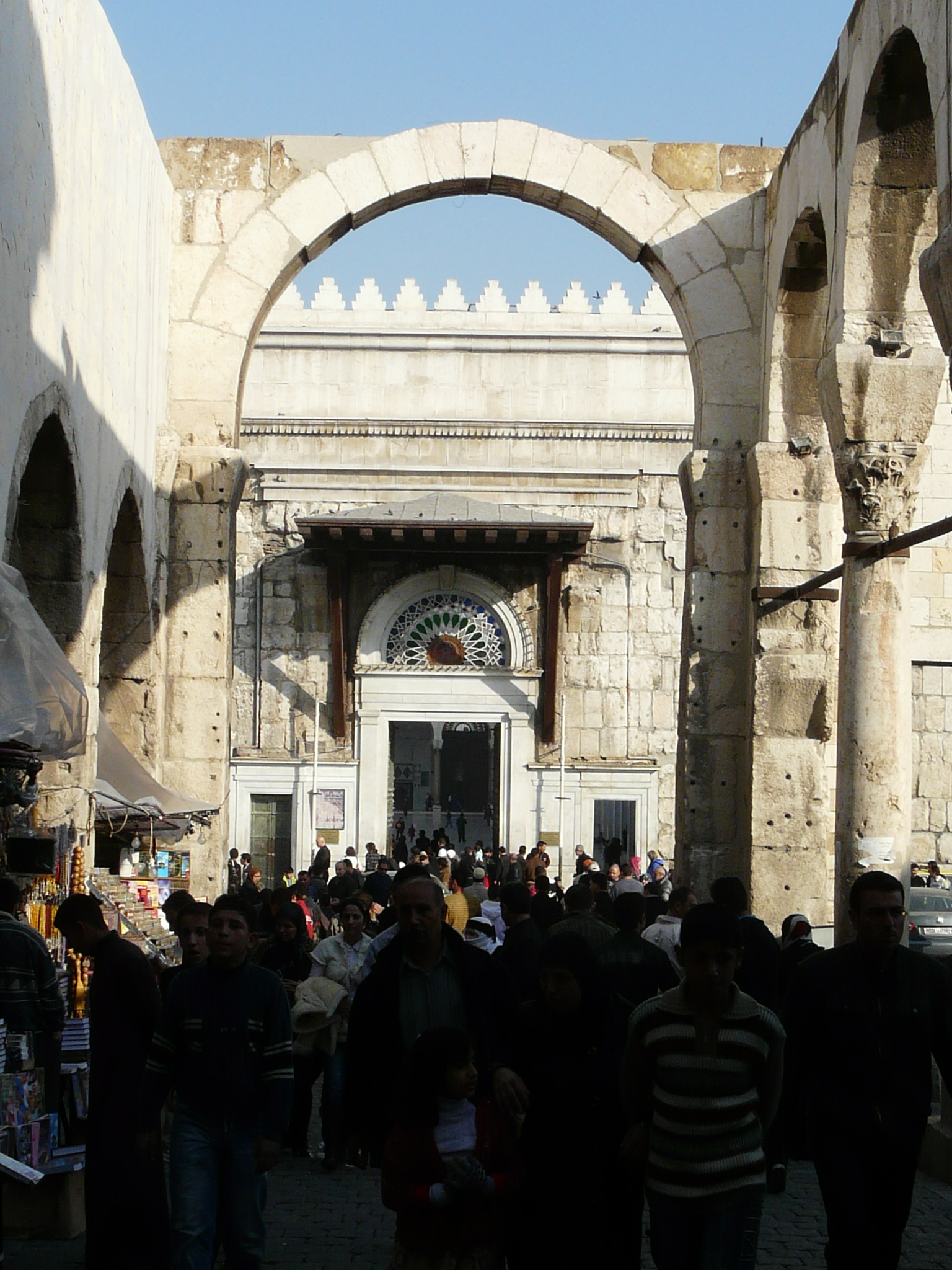
Blick von der Säulenhalle zum Westeingang der Umayyaden-Moschee

Der Jupitertempel in Damaskus (arabisch معبد جوبيتر الدمشقي, lateinisch Templum Iovis Damasceni) ist ein Bauwerk aus römischer Zeit, dessen Ruinen heute noch in der Stadt Damaskus zu sehen sind. Auf der Fläche seines Innenbezirks befindet sich heute die Umayyaden-Moschee; in der Spätantike stand dort die Johannes-der-Täufer-Kirche.

## Standort
Der historische Jupitertempel umfasste ein Gebiet im Norden der heutigen Altstadt von Damaskus, in dessen Mitte sich die heutige Umayyaden-Moschee befindet, das aber deutlich über diese hinausging. Teile der Mauern des Innenbezirks, des Temenos, bilden heute Außenmauern der Moschee. Vom äußeren Tempelbereich gibt es noch Reste von drei Eingängen. Zwischen dem Suq al-Hamidiya im Westen, der auf einer alten Römerstraße verläuft, und der Umayyaden-Moschee im Osten befinden sich Reste des Westtores des Tempels und gut erhaltene Teile einer in West-Ost-Richtung zur Moschee hin verlaufenden Säulenhalle. Östlich der Moschee führt diese in ihrem Verlauf noch erkennbare Achse in den Stadtteil al-Qaymariyya, wo ihr östliches Ende überbaut ist.

## Geschichte

### Vorläufer aus der Aramäischen-Periode
Damaskus stieg während der Eisenzeit zur Hauptstadt des aramäischen Aram-Königreiches auf. Die dort lebenden Aramäer folgten hauptsächlich dem Kult von Hadad, einem semitischen Regen- und Gewittergott. Es wurde hierfür ein großer Tempel im Zentrum von Damaskus erbaut. Heutzutage ist weder bekannt wie er aussah, noch weiß man, wo er sich befand. Es wird angenommen, dass der Tempel im Stile der semitischen architektonischen Form errichtet wurde. Von diesem Tempel fand sich nur ein einziger, später in der Moschee wiederverwendeter Block mit dem Bild einer Sphinx im altägyptischen Stil. Der Block mag einst zu einem Paar gehört haben, das ein Tor flankierte.

### Römischer Jupitertempel
Wenig ist zum Tempel der hellenistischen Zeit bekannt. Haddad wurde nun mit Zeus identifiziert. Als Damaskus im Jahre 64 v. Chr. unter die Herrschaft der Römer fiel, wurde Hadad-Ramman in die Kultur der Römer assimiliert. Der Tempel wurde umgewandelt. Von da an wurde er als Kultstätte für den römischen „Donnergott“ Jupiter, der hier als Jupiter Damascenus verehrt wurde, verwendet. Ein Projekt hatte die Erweiterung und den Ausbau des Tempels zum Ziel. Eine Bauinschrift von Kaiser Augustus datiert den Beginn der Bauarbeiten. Mit Ausnahme des Hauptgebäudes blieb der gesamte Gebäudekomplex im ursprünglichen semitischen Stil erhalten. Das Hauptgebäude wurde abgerissen und stark vergrößert. Es gab einen groß angelegten Hof (Peribolos, 380 m × 310 m) und einen Innenhof mit dem eigentlichen Tempel (56 m × 97 m). Der große Hof, der Peribolos, diente auch als Marktplatz. Er wurde anscheinend in der Mitte des ersten Jahrhunderts erbaut und dann unter Kaiser Septimius Severus (193–211) renoviert.
Im Zentrum des Innenhofs wurde eine Cella errichtet mit einem großen Bild des Gottes. Der einstige Hauptturm des Tempels wurde um drei weitere, an jeder Ecke des Innenhofes stehende Türme ergänzt. Die vier Türme fanden ihren Hauptverwendungszweck bei der Ausführung von rituellen Praktiken, beispielsweise die Ausschenke von Opfergaben.

### Untergang des Tempels
Kaiser Julian (361–363) ist durch eine Inschrift als Besucher im Tempel bezeugt. Im Zuge der Heidenverfolgung im spätrömischen Reich ließ Kaiser Theodosius I. den Jupitertempel, den damals wichtigsten religiösen Gebetsort der Levante, als Zeichen an die Götzendiener abreißen. Teile des Tempels wurden zu einer Kirche, in Gedenken an Johannes den Täufer, umgebaut. Diese stieg zur Hauptkirche von Damaskus auf. Der genaue Ort der Kirche ist unbekannt. Sie wird jedoch innerhalb des alten Tempelgeländes gestanden haben.
Damaskus wurde im Jahre 634 unter Khalid ibn Walid von den Muslimen erobert. Die Kathedrale wurde weiterhin von den örtlichen Christen genutzt. Lediglich ein kleiner Teil des südöstlichen Gebäudekomplexes wurde zu einem Gebetsraum für die Muslime umgebaut. Ab 661 wurde die Region von der Umayyaden-Dynastie kontrolliert. Der sechste Kalif dieser Dynastie, Kalif al-Walid I. (705–715), gab im Jahre 706 den Auftrag, anstelle der Kirche eine große Moschee zu errichten. Die eigentliche Moschee wurde in die Südseite des alten Temenos hineingebaut. Der Rest des Temenos blieb frei und wurde anderweitig genutzt. Zahlreiche Elemente, beispielsweise die Hauptsäulen der Kirche, wurden bei dem Moscheebau wiederverwendet.
Laut dem persischen Historiker Ibn al-Faqih kostete der Umbau zur Moschee zwischen 600.000 und 1.000.000 Dinar. Es gab keinen einheitlichen architektonischen Stil. Es wurden insgesamt bis zu 12.000 Handwerker aus verschiedenen Teilen der Welt angeworben. Der Großteil der Arbeiter waren Kopten, Griechen, Inder, Perser und Nordafrikaner.